# Shi Yuhao
Shi Yuhao (* 26. September 1998) ist ein chinesischer Leichtathlet, der sich auf den Weitsprung spezialisiert hat. 2018 wurde er Hallenasienmeister.

## Sportliche Laufbahn
Shi Yuhao tritt seit 2014 in Wettkämpfen im Weitsprung an. Damals sprang er eine Saisonbestleistung von 7,39 m. Ein Jahr später qualifizierte er sich für die U18-Weltmeisterschaften in Cali, sowohl im Weit- als auch im Dreisprung. In beiden Disziplinen belegte er jeweils den sechsten Platz. Im Mai 2016 sprang er mit 8,02 m erstmals über die Acht-Meter-Marke und stellte einen Monat später bei den chinesischen U20-Meisterschaften in Ordos mit 8,30 m einen neuen U20-Asienrekord auf.
2017 trat er mit 19 bei den Weltmeisterschaften erstmals an einer internationalen Meisterschaft im Erwachsenenbereich an. Nachdem er die Qualifikation überstand, sprang er im Finale 8,26 m, mit denen er den sechsten Platz belegte. Im Februar 2018 siegte er in persönlicher Hallenbestleistung von 8,16 m bei den Hallenasienmeisterschaften in Teheran. Einen Monat später trat er auch bei den Hallenweltmeisterschaften in Birmingham an. Mit 8,12 m wurde er Fünfter.
Im Mai 2018 stellte er beim Diamond-League-Meeting in Shanghai seine persönliche Bestleistung von 8,43 m auf, mit der er Zweiter wurde. Er zog sich während des Wettkampfes allerdings eine schwerwiegende Knöchelverletzung zu, weswegen er auch in der anschließenden Saison nicht in Wettkämpfen antreten konnte.

## Wichtige Wettbewerbe
| Jahr                            | Veranstaltung                   | Ort                             | Platz                           | Disziplin                       | Weite                           |
| Startet für Volksrepublik China | Startet für Volksrepublik China | Startet für Volksrepublik China | Startet für Volksrepublik China | Startet für Volksrepublik China | Startet für Volksrepublik China |
| ------------------------------- | ------------------------------- | ------------------------------- | ------------------------------- | ------------------------------- | ------------------------------- |
| 2015                            | U18-Weltmeisterschaften         | Cali                            | 6.                              | Weitsprung                      | 7,63 m                          |
| 2015                            | U18-Weltmeisterschaften         | Cali                            | 6.                              | Dreisprung                      | 15,41 m                         |
| 2017                            | Weltmeisterschaften             | London                          | 6.                              | Weitsprung                      | 8,23 m                          |
| 2018                            | Hallenasienmeisterschaften      | Teheran                         | 1.                              | Weitsprung                      | 8,16 m                          |
| 2018                            | Hallenweltmeisterschaften       | Birmingham                      | 5.                              | Weitsprung                      | 8,12 m                          |

## Persönliche Bestleistungen
Freiluft
- Weitsprung: 8,43 m, 12. Mai 2018, Shanghai

Halle
- Weitsprung: 8,16 m, 3. Februar 2018, Teheran